# 嘉吉条約
嘉吉条約（かきつじょうやく）とは、日本史での室町時代、1443年（和暦 嘉吉3年）に李氏朝鮮と対馬国の宗貞盛との間で結ばれた貿易に関する協定である。通交船や交易量の制限を定めたもの。また干支から名をとって癸亥約定（癸亥約条）とも。

## 歴史と概要
鎌倉時代、日本の対馬は元寇（蒙古襲来、1274年と1281年）によって2度の侵略をうけたことから、高麗と敵対的であった。
1368年の明の成立と前後するように、海乱鬼（倭寇）などの海上問題も激しくなると、同年高麗の恭愍王は日本の対馬に購究使の夏生を送り、辺境の警備の任を託して和交を求めた。福建泉州に向かう貿易品は全て剽窃に関係しているとされたことから、明の国内では洪武帝が1371年から海禁令を幾度も発布し、明国内の官民問わず出海を禁じて、海上活動を抑制した。日本の室町幕府も1401年から海賊による船荷等の安全策として、勘合符による勘合貿易を行い、事実上の統制貿易を敷いた。
対馬の宗氏宗慶（経茂）は、国防の面からも辺境の警備を行うなどして、次第に高麗との関係を緩和していった。李氏朝鮮（1392年）の成立後、李成桂も高麗の政策を引き継ぎ、対馬宗氏との関係を継続したとみられ、こうした状況下で明文化されたものが1443年の嘉吉条約とされるが、資料等については曖昧な点も多い。
李氏朝鮮は、島主（対馬）に対して毎年の歳遣船は50隻を上限とし、やむを得ない場合は数隻の追加入港が許し、米または大豆については200石と決められた。
これにより李氏朝鮮では、勘合符を持たない船の入港が制限されたことから、日本国内では九州四国などの諸藩も対馬へ勘合符を求めるところとなり、李氏朝鮮との海上通交は対馬宗氏が掌握していくことになった。日本船の入港指定地は三箇所（釜山浦・乃而浦（薺浦）、塩浦）設けられ、同所には三浦倭館が設置されて勘合符等の事務等が行われたとされる。
1510年に三浦の乱が起こり、対馬李氏が引き上げて一旦は関係が断絶した。
室町幕府の将軍・足利義稙は使者を送り通交再開を交渉するが、李氏朝鮮が1512年に一方的に通告した内容（壬申約条）は、三浦の廃止、開港場の制限（薺浦のみ）や歳遣船の半減などであったことから、以後の通交は低迷した。